# Álvaro Gómez (actor)
Álvaro Andrés Gómez González (Osorno, Región de Los Lagos, 24 de diciembre de 1980) es un político y actor chileno.

## Biografía
Nació el 24 de diciembre de 1980 en Osorno. Abandonó su ciudad natal para ingresar a estudiar sociología en Temuco. Posteriormente, se trasladó a Santiago para cursar sus estudios de actuación en la Escuela Teatro Imagen, de Gustavo Meza.  
Fue descubierto tras una audición por el director Ricardo Vicuña, quien le ofreció su primer papel en una telenovela, Vivir con 10 (2007) de Chilevisión. Luego, obtuvo un contrato por dos años con la cadena.
En noviembre de 2009, Gómez logró un acuerdo con el productor Patricio López,  firmó un contrato con Televisión Nacional de Chile (TVN). Finalizó su vínculo con el canal estatal en agosto de 2011. Posteriormente, en noviembre de 2011, se incorporó a Canal 13, luego de aceptar una oferta del productor Javier Goldschmied. Su contrato con Canal 13 se extendió hasta enero de 2014.

## Filmografía
| Año  | Título      | Papel | Director      |
| ---- | ----------- | ----- | ------------- |
| 2011 | Baby Shower | Julio | Pablo Illanes |

## Televisión
| Año  | Título              | Papel                  | Notas                       |
| ---- | ------------------- | ---------------------- | --------------------------- |
| 2007 | Vivir con 10        | Silvestre Solé         | Elenco principal            |
| 2008 | Mala Conducta       | Rigoberto Bobadilla    | Elenco principal            |
| 2009 | Sin Anestesia       | Yerko Cruchaga         | Elenco principal            |
| 2010 | Martín Rivas        | Clemente Valencia Luco | Antagonista; 125 episodios  |
| 2011 | Témpano             | Luciano Estévez        | Elenco principal            |
| 2013 | Las Vega's          | Robinson Martínez      | Elenco principal            |
| 2013 | Soltera otra vez 2  | León Fernández         | 35 episodios                |
| 2014 | Mamá Mechona        | Agustín Valdivia       | Elenco principal            |
| 2016 | Amanda              | Claudio Santa Cruz     | Antagonista; 170 episodios  |
| 2018 | Si yo fuera rico    | Facundo Grandinetti    | Elenco principal            |
| 2018 | Pacto de sangre     | Feliciano Fernández    | Elenco principal            |
| 2020 | La torre de Mabel   | Carlos Ortega          | Protagonista; 143 episodios |
| 2024 | Secretos de familia | Gerardo Cruchaga       | Elenco principal            |

| Año  | Título              | Papel            | Notas                    |
| ---- | ------------------- | ---------------- | ------------------------ |
| 2005 | Historias de Eva    | Gonzalo          | Ep: La mujer del prójimo |
| 2005 | Pecados capitales   |                  |                          |
| 2006 | Huaiquimán y Tolosa | Látigo           | Ep.: Una visita al circo |
| 2007 | Casado con hijos    | Waldo Cunsberger |                          |
| 2010 | Cartas de mujer     | Juan             | Ep.: Carta de Jacinta    |
| 2012 | Infieles            | Nino / Manuel    | 2 episodios              |

#### Programa
- Sin Dios ni Late (Zona Latina, 2013) - Invitado
- AR Prime (Canal 13, 2013) - Invitado
- Vértigo 2013 (Canal 13, 2013) -  Invitado
- Zona de Estrellas (Zona Latina, 2014) - Invitado
- Bailando (Canal 13, 2016) - Participante
- La Divina Comida (Chilevisión, 2016) - Participante anfitrión
- En su propia trampa (Canal 13, 2017) - Invitado
- Top Chef VIP Chile (Chilevisión, 2025) - Participante

## Teatro
- Tarzán, El Musical (2018)

Director
- El Muro[12] (2012) como El Tila

## Reconocimiento
- En 2012, recibió un reconocimiento por su aporte al desarrollo de las artes en el Festival de Teatro de Osorno.[13]